# Romny-Borsjtsjovocultuur
De Romny-Borsjtsjovocultuur (Russisch: Роменско-борщёвская, Romensko-borsjtsjovskaja, ook wel Роменско-боршевская, Romensko-borsjevskaja, Oekraïens: Роменсько-борщевська культура, Romensko-borsjtsjevska koeltoera) is een vroegmiddeleeuwse archeologische cultuur van de 8e tot 10e eeuw, in sommige regio's tot de eerste helft van de 11e eeuw, in het gebied van het huidige Oekraïne en Rusland.
Aan de vooravond van de opkomst van het Kievse Rijk hadden de Slavische stammen in verschillende regio's hun eigen lokale kenmerken naast de algemene Slavische cultuur. De Romny-Borsjtsjovocultuur vertegenwoordigd een van die lokale groepen van de Slavische vroegmiddeleeuwse bevolking. Kenmerkend voor de Romny-Borsjtsjovocultuur zijn de begrafenisrituelen en specifiek aardewerk. Volgens sommige onderzoekers was de cultuur van de linkeroever van de Dnjepr van het laatste kwartaal van het eerste millennium een van nieuwkomers. Anderen zijn van mening dat ze ontstond door een proces van een lange en voortdurende ontwikkeling van de autochtone bevolking, waarbij ook niet-Slavische stammen deelnamen aan de vorming van de cultuur. De meesten zijn het over eens dat de cultuur het resultaat was van de migratie van vreemde stammen en lokale bevolkingen.

## Naam en geografische verspreiding
De naam van de cultuur is ontleend aan de stad Romny in de oblast Soemy van het huidige Oekraïne, waar aan het begin van de 20e eeuw opgravingen van oude nederzettingen werden uitgevoerd. Tegelijkertijd werden nederzettingen in de buurt van het dorp Borsjtsjovo (in lokaal dialect Borsjtsjevo) in de Russische oblast Voronezj onderzocht, waar sites werden ontdekt die qua materiële cultuur vergelijkbaar waren met die van Romny. Inwoners van het dorp Borsjtsjovo noemden hun dorp in het lokale dialect Borsjevo en archeologen noemden de cultuur lange tijd Romensko-Borsjevskaja. De gemeenschappelijkheden van de Romny (Dnjepr) en Borsjtsjovo (Don)-groepen getuigen van de eenheid van hun oorsprong, waardoor ze gecombineerd werden tot een enkele Romny-Borsjtsjovocultuur.
Het Romny-Borsjtsjovogebied beslaat het grondgebied van de linkeroever van de Dnjepr, met de stroomgebieden van de Desna, Soela, Psjol en Vorskla, tot de midden- en boven-Don en de bovenloop van de Oka. Dit zijn de Oekraïense oblasten Tsjernihiv, Soemy, Poltava en Charkov, en de Russische oblasten Lipetsk, Voronezj, Brjansk, Koersk, Belgorod en Orjol.

## Onderzoeksgeschiedenis en datering
In 1901 voerde Makarenko opgravingen uit bij nederzettingen in de buurt van de stad Romny, in het gouvernement Poltava, en beschreef deze als de Romnycultuur. In 1905 verkende Spitsyn een fort (gorodisjtsje) en een nederzetting in de buurt van het dorp Borsjtsjovo in het gouvernement Voronezj. Aanvankelijk werden de Borsjtsjovo-sites als Chazaars beschouwd, maar in 1908 suggereerde A.I. Martinovitsj dat ze Slavisch waren. In 1928-1929 werd deze hypothese bevestigd door de werken van Jefimenko en Tretjakov. De absolute datum van de cultuur werd bepaald op basis van de vondsten van munten in de Borsjtsjovo-nederzettingen.
De systematische studie van de Romny en Borsjtsjevo-sites begon na de Tweede Wereldoorlog. Na Ljapoesjkin's opgravingen van de Novotroitskoje gorodisjtsje in 1958 publiceerde hij zijn theorie van de eenheid van de Oost-Slavische wereld ten tijde van het ontstaan van het rijk van de Roes, en combineerde de archeologische culturen van Romny en Borsjtsjovo tot een enkele Slavische Romny-Borsjtsjovocultuur. Moskalenko's studie van de nederzetting Borsjtsjevsk Titsjichinski (1954-1962) ondersteunde in veel kwesties de theorieën van Ljapoesjkin betreffende de cultuur van de Don-Slaven, inclusief de gemeenschappelijkheid van beide culturen.
Onderzoek uitgevoerd in 1970-1980 toonde aan dat niet alle Romny-sites gelijktijdig waren. De nederzettingen dicht bij de voorafgaande Volyntsevocultuur behoren tot de vroege periode, daterend uit de tweede helft van de 8e tot late 9e eeuw. Het late stadium van de Romnycultuur viel in de 10e tot eerste helft van de 11e eeuw. Stratigrafische waarnemingen toonden de afwezigheid van steriele lagen en sporen van branden tussen de Romnycultuur en de oud-Russische horizon, wat wijst op de continuïteit van de Romnycultuur en haar vreedzame ontwikkeling naar de historische Russische cultuur.

## Ontstaan
De Romnycultuur ontwikkelde zich op basis van de Volyntsevocultuur. Een vergelijkende studie door Joerenko en Oezjanov van het Volyntsevo- en Romny-aardewerk toonde de continuïteit van de keramiektradities. De Volyntsevo- en Romnyculturen tonen een culturele en genetische affiniteit in alle basiselementen. Soechobokov stelde zelfs voor om de Volyntsevo- en Romnyculturen als één enkele Volyntsevo-Romnycultuur te beschouwen. De overgang van de ene cultuur naar de andere verliep geleidelijk. Volgens Ljapoesjkin nam de migratie in de 8e eeuw van een deel van de Loeka-Rajky-bevolking naar de linkeroever van de Dnjepr deel aan de vorming van de Romnycultuur, wat kan worden bevestigd door een verandering in de begrafenisrituelen. Begrafenissen in grafvelden werden in de 9e-10e eeuw geleidelijk vervangen door grafheuvels. In het Oka-Don-gebied van de Borsjtsjovocultuur verschenen al in de 8e eeuw grafheuvels. De Slavische bevolking, die blijkbaar vanuit het Desna-gebied en de linkeroever-Dnjepr hierheen kwam, kon dit begrafenisritueel hier niet gebracht hebben. Hoogstwaarschijnlijk werden de begrafenisrituelen door hen overgenomen van de lokale bevolking, vertegenwoordigd door de Mosjtsjinycultuur.

## Etniciteit
De meeste onderzoekers associëren de Romnycultuur met de Severjanen, die de kroniekschrijvers langs de stroomgebieden van de linker zijrivieren van de Dnjepr plaatsten, langs de Desna en de Severski Donets, de Soela en verder naar het noorden.
Een wijdverbreide theorie verbind de Borsjtsjovo-bevolking met de Vjatitsjen, met als belangrijkste bewijs de grafheuvels met houten kamers en ringhekken met verticaal geplaatste houten balken zijn. Een speciale kwestie is de bepaling van de etniciteit van de Borsjtsjovo-bevolking van de Boven- en Midden-Don. In tegenstelling tot andere stamverbanden in het zuidoosten - Severjanen, Vjatitsjen en Radimitsjen - worden de Boven-Don-Slaven niet vermeld in de Nestorkroniek. Sedov gaat ervan uit dat deze ophielden te bestaan vóór de opstelling van de hypothetische Primaire Kroniek, waar de zuidoostelijke grens van de nederzetting van de Slaven wordt beperkt door de stroomgebieden van de Sejm en Soela.
Het tegenargument dat de Borsjtsjovocultuur niet voortkwam uit de Vjatitsjencultuur, maar ermee synchroon verliep, stelt dat de Vjatitsjen volgens de overleveringen geplaatst worden in het Boven-Oka-bekken ten noorden van de middelste en bovenste Don. Zo stelt de Nestorkroniek: en Vjatko vestigde zich met zijn verwanten langs de Oka, naar hem werden ze Vjatitsjen genoemd. De karakteristieke grafheuvels verschenen pas in de 9e-10e eeuw aan de Don, terwijl de Borsjtsjevo-bevolking er al in de 8e eeuw was. Dit kan worden verklaard door het binnendringen van bepaalde groepen van de Vjatitsjen in de Don-regio.
Ook de Radimitsjen zouden de dragers van de Borsjtsjovocultuur kunnen zijn geweest. Beide stammen, Vjatitsjen en Radimitsjen, kwamen van de Ljachen en hun nabijheid wordt bevestigd door een van de belangrijkste kenmerken in de archeologische diagnose van Slavische stammen, de slaapringen. Bij de Radimitsjen en Vjatitsjen zijn de ringen van een radiaal Donau-type: de Radimitsjen hebben zevenstralige, evenals de Vjatitsjen , terwijl de Severjanen spiraalvormige slaapringen bezaten.
Over de kwestie van de tribale identiteit van de bevolking van de Borsjtsjovocultuur bestaat geen consensus onder de onderzoekers, en de vraag blijft open. Sedov beschouwde de Romnycultuur op de linkeroever van de Dnjepr, de Borsjtsjovo aan de Don en de Vjatitsjen aan de Oka als afzonderlijke culturen die bijna gelijktijdig in de 8e eeuw ontstonden, en ontkende de mogelijkheid van een ontstaan van de Borsjtsjovocultuur vanuit de Romnycultuur of de Vjatitsjen.

## Nederzettingen

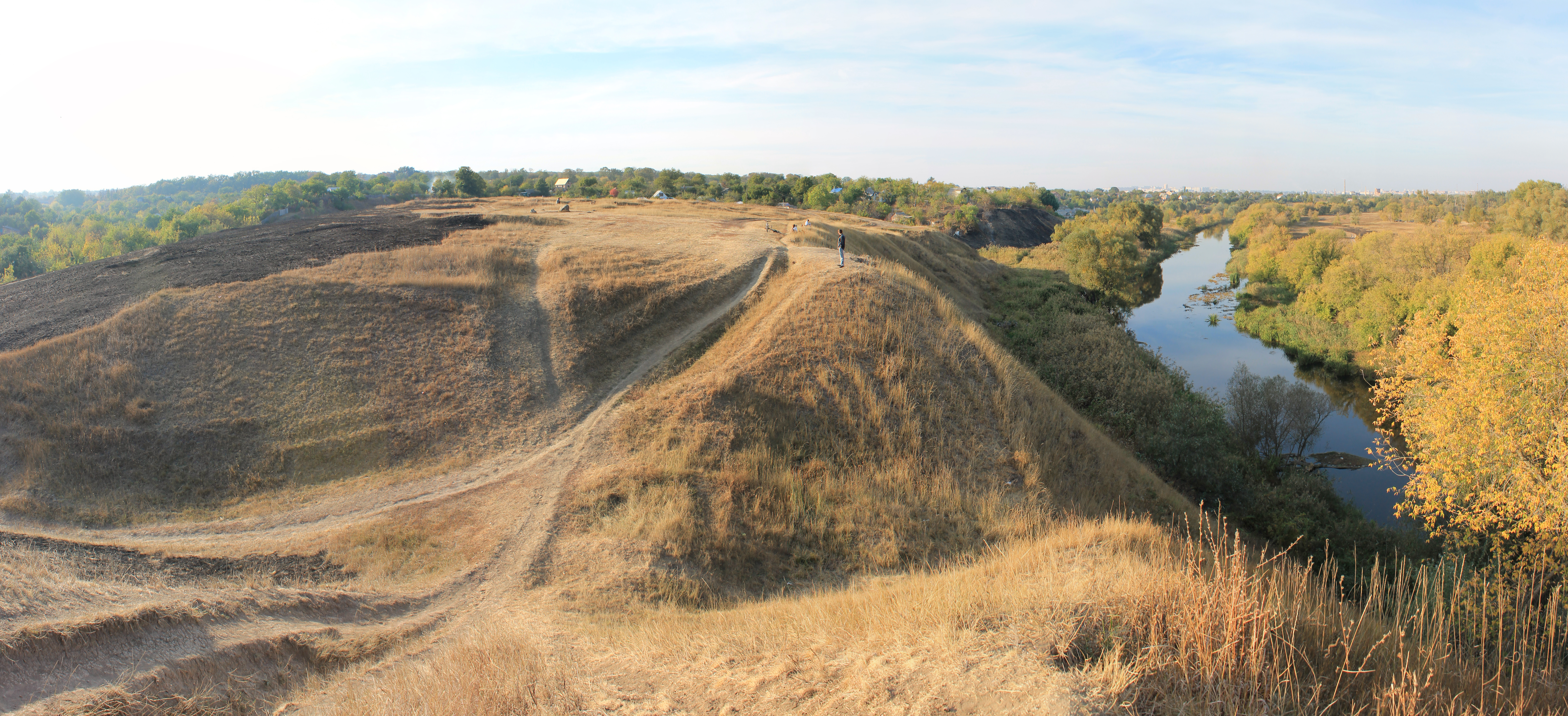
Donetskoje gorodisjtsje

Het belangrijkste type nederzettingen van de Romycultuur zijn versterkte gorden (Novotrojtskoje gorodisjtsje, Donetskoje gorodisjtsje, Bolsjoje Gornalskoje gorodisjtsje, Krapivenskoje gorodisjtsje, enz.), wat voornamelijk te wijten is aan de externe gevarenfactor. Ze vestigden zich op steilkusten van de belangrijkste rivieroevers of in de moerassige rivierdalen, waar ze goede natuurlijke bescherming genoten. Zelfs als de hoogte van het reliëf duidelijk niet genoeg was voor de bouw van heuvelforten, werden meest hogere gebieden met een hoogte van 7–10 m vanaf het waterniveau gebruikt voor de nederzettingen (Lebjazjje, Tsjapli). Sommige gorden hadden kunstmatige verdedigingsstructuren als wallen en greppels. De dorpen bevonden zich vaak in de buurt van versterkte gorden. De nederzettingen bevonden zich in groepen (nesten) van gemiddeld 3-9, op een afstand van 2–5 km van elkaar. Dit kan duiden op bepaalde familiebanden binnen de groepen en op sociaaleconomische relaties tussen de nesten. Woningen en bijgebouwen werden willekeurig geplaatst, met een kenmerkende afwezigheid van hoven en binnenplaatsen rond de woningen. De nederzetting vormde met de aangrenzende nederzettingen een soort microregio (archeologen noemen het een archeologisch landschapscomplex). Aan de rand van deze gebieden bevonden zich meestal grafheuvels. De territoria van dergelijke microregio's werden gescheiden door uitgesproken landschapselementen (geulen, rivieren, bossen, moerassen).
Een van de best bestudeerde nederzettingen is de Novotrojtskoje gorodisjtsje (een typesite van de Romnycultuur), die in 1952-1954 over een gebied van 3,9 hectare werd onderzocht onder leiding van Ljapoesjkin. Hierbij werden de overblijfselen van 50 vrijstaande, deels in de grond verdiepte bouwwerken ontdekt: huishoudelijke en ambachtelijk gebouwen, ovens en open haarden buiten de gebouwen, evenals verschillende begrafenissen. De nederzetting ging verloren als gevolg van een felle brand. Bij het verlaten van het dorp lieten de bewoners een groot aantal huishoudelijke artikelen achter: ijzerproducten (ploegen, messen, sikkels, zeisen, ploegscharen, schoffels, bijlen en dissels, gutsen, pijlpunten, vishaken, vuurijzers enz.), naast bronzen en zilveren sieraden. Er werden drie depots met dirhams en zilveren sieraden gevonden. Door schriftelijke bronnen en archeologische gegevens te vergelijken, concludeerde Ljapoesjkin dat de nederzetting was verwoest als gevolg van een aanval door de Petsjenegen aan het einde van de 9e eeuw.
De Borsjtsjovo-nederzettingen van de Don-regio worden ook vertegenwoordigd door onversterkte nederzettingen en versterkte gorden (Borsjtsjovskoje, Vorgolskoje, Tittsjicha, enz.) welke lijken op de Romny-gorden. Een van de meest bestudeerde sites is de nederzetting met aangrenzende gord nabij de Tittsjicha-choetor.

## Economie
De basis van de economie van zowel de Romny- als de Borsjtsjovo-bevolking was akkerbouw met het gebruik van een veranderend landgebruiksysteem en vruchtwisseling op twee velden. Voor bodembewerking werd een haakploeg gebruikt met breed- en smalbladige scharen. Ossen en paarden werden gebruikt als trekdieren. Het belangrijkste oogstgereedschap was de sikkel. Voor het dorsen werd het geoogste gewas gedroogd in de zon of in speciale schuren. Studies van graankuilen hebben een assortiment van gecultiveerde gewassen aangetoond: haver, rogge, wikke, erwten, gierst, zomer- en wintertarwe, vlas. De opslagfaciliteiten konden zich zowel in woongebouwen als daarbuiten bevinden. Het malen van graan werd uitgevoerd met handmatige maalstenen en graanmolens. Na de landbouw was ook de veeteelt van belang, met name het fokken van rundvee, daarna varkens, schapen en geiten, en paarden; Er werden ook botten van honden, pluimvee en wilde dieren gevonden.
Met name de landbouw had een positief effect op de dragers van de aangrenzende Saltov-Majatscultuur. Dit kan worden aangetoond door de opkomst van meer ontwikkelde instrumenten in de landbouw, zoals de ploegschaar met wig en de zeis, voorheen afwezig bij de Saltovcultuur.

## Materiële cultuur

### Woningen en bijgebouwen
Op basis van de vondsten van de Novotrojtskoje gorodisjtsje reconstrueerde Ljapoesjkin het uiterlijk van de Romny-Severjanen-nederzetting. De woningen waren 0,5-1,2 m in de grond verdiept, meestal met een frame-en-pilaarconstructie en een oppervlakte van 9-12 tot 20–30 m2. Aan de binnenkant van de woningen bevonden zich langs de wanden op grondniveau uitgespaarde banken, die dienst deden als een soort meubel of werkplaats, en uit klei of leemsteen gevormde ovens met een rechthoekige, ronde of ovale vorm. Als de grond bestond uit zand- of podzol-bodems, dan waren de ovens opgesteld in een speciaal aangevoerde en geramde kleimassa. Het ovendak was gevormd uit gebakken kleirollen en had een conische vorm. De binnenkant van de oven was bekleed met klei. Om de warmteoverdracht te vergroten, werd onder de ovens soms een laag van kleine stenen en gebroken aardewerk gelegd, bedekt met klei. Door de slechte conservering van de dakconstructies is het onmogelijk om ondubbelzinnig vast te stellen of er schoorstenen waren. In de woningen van de Novotrojtsk-gorodisjtsje werden in de gewelven van de ovens ronde gaten gevonden, die mogelijk dienst deden als schoorsteen. In de ovengewelven werden vaak vuurpotten van aardewerk geplaatst, die dienden voor het drogen van graan, kruiden en het bakken van brood.
Een karakteristiek type Borsjtsjovo-woningen was half-verdiept met één kamer en houten wandbekleding. De vloer was van de natuurlijke aarde, zonder sporen van bodembedekking. De woningen werden verwarmd met kachels gemaakt van stenen of stenen met klei. Minder gebruikelijk waren kleiovens, waarvan de constructie gedeeltelijk door de vaste grond werd gevormd. Zelden werden ook stenen open haarden gebouwd.
De bijgebouwen stonden in de buurt van de woningen. Dit waren ambachtelijke werkplaatsen (metaalsmelterijen, smidsen, werkplaatsen voor sieraden en aardewerk), spiekers, gebouwen voor het malen van graan, schuren, stallen, haarden en ovens buiten de woningen, die in de zomer werden gebruikt. In bijna alle onderzochte nederzettingen werden resten gevonden van peervormige huishoudkuilen, die vooral dienst deden als graanopslag. Aan de binnenkant werden de putten bedekt met klei en gebrand, en over de kuil werd een hutachtige luifel aangebracht.

### Ambachten

#### Aardewerk

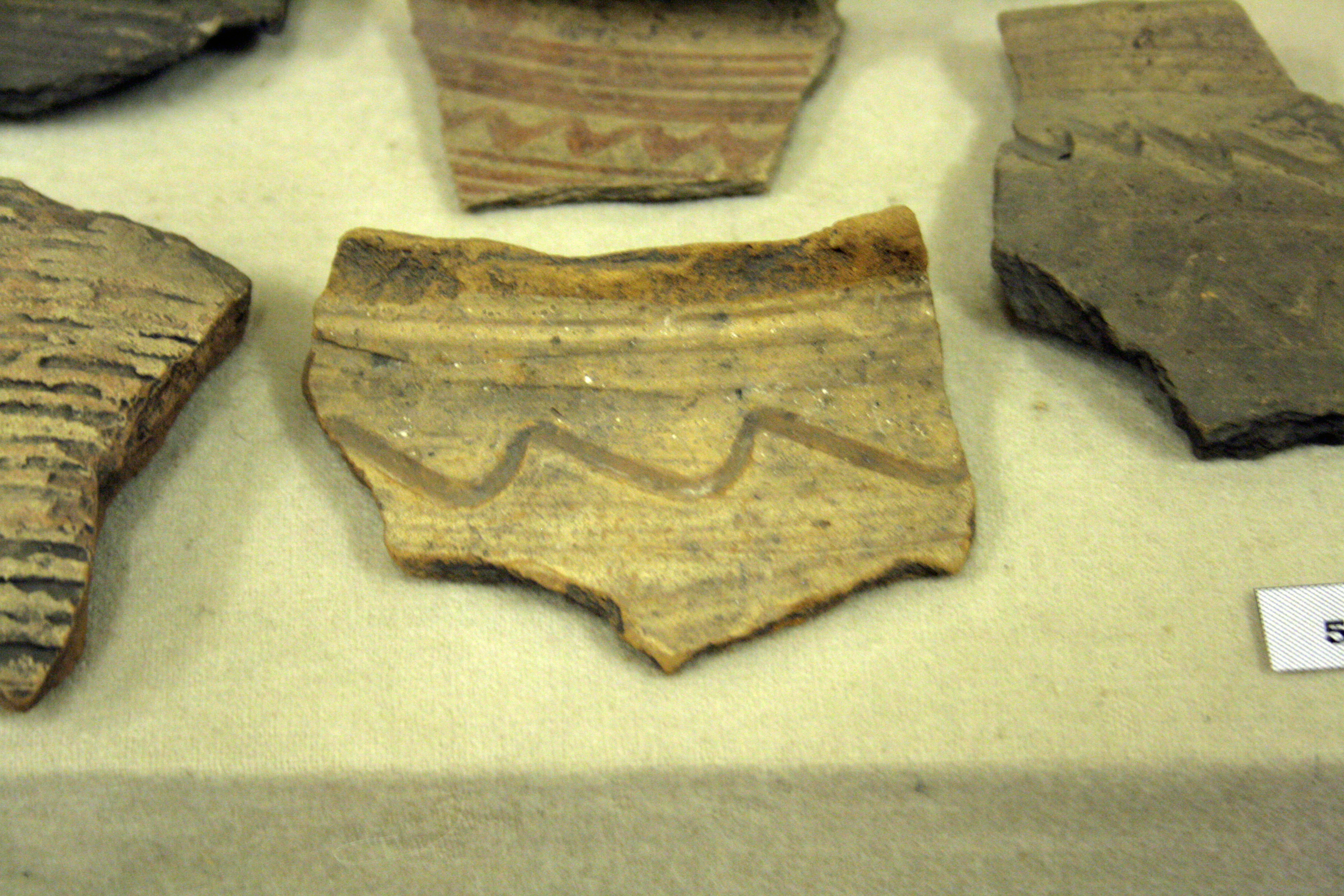
potscherven van Krapivenskoje gorodisjtsje

Het meeste aardewerk van de Romny-sites is handgevormd zonder pottenbakkersschijf. Het vaatwerk bestaat uit potten, kommen en pannen. Van de potten waren de meest voorkomende hoog met een afgeknotte conische bodem, bolle schouders en een naar buiten gebogen rand. Daarnaast waren er lagere, ook met convexe schouders, maar met een rechte cilindrische bovenkant. Een specifiek kenmerk van het Romny-aardewerk is de decoratie: zigzag en andere patronen, aangebracht met touwafdrukken.
Het Borsjtsjovo-aardewerk uit de 8e-10e eeuw komt in zijn kenmerken erg dicht bij het Romny-keramiek. Het zijn handgevormde waren van eenzelfde vorm. Tot in de 10e eeuw was het gebruik van de pottenbakkersschijf zeer zeldzaam, gedraaid werk werd pas algemener tegen het einde van de eeuw. Het meeste vaatwerk is onversierd, een klein deel is gedecoreerd met patronen die identiek zijn aan de Romny-decoraties. Borsjtsjovo-potten zijn over het algemeen lager dan Romny-potten en de kleimassa werd niet met gruis gemagerd. Over het algemeen is het Romny en Borsjtsjovo-vaatwerk echter gelijksoortig.

#### Metaalbewerking

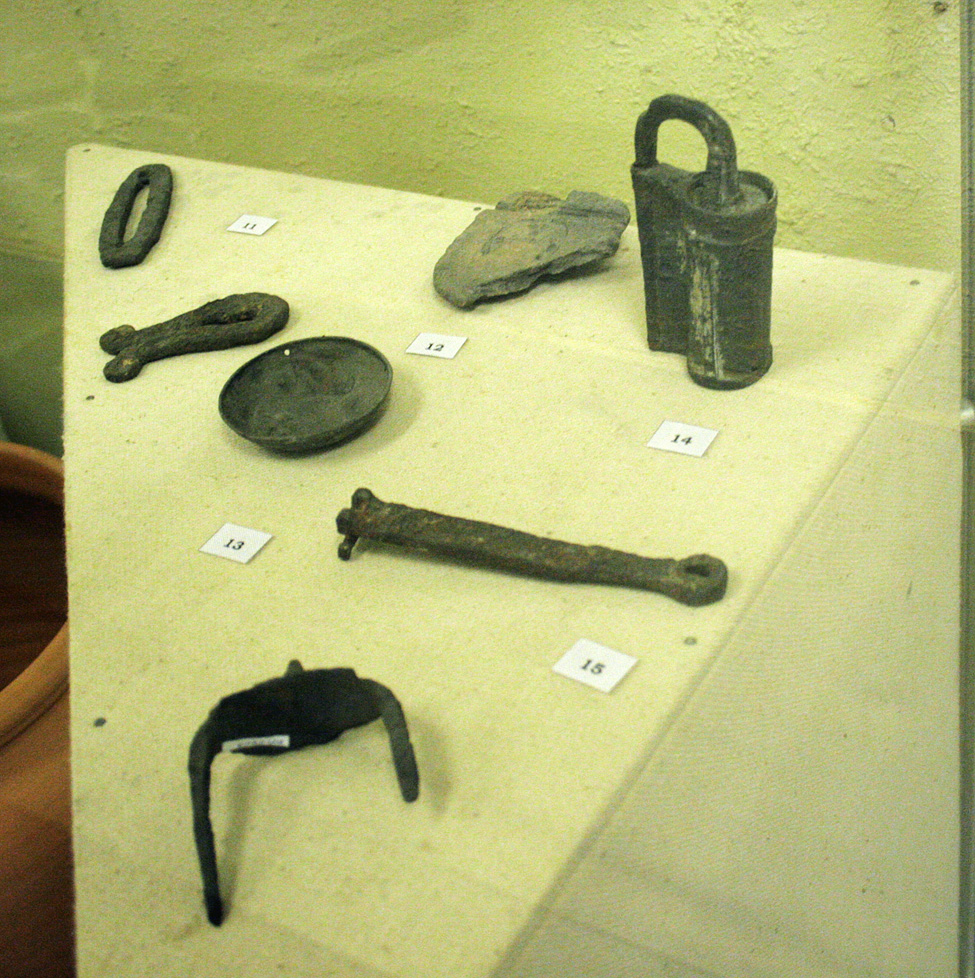
metalen artefacten van Krapivenskoje gorodisjtsje

De vondsten van slakken, overblijfselen van smederijen en gietstukken in de Romny-nederzettingen getuigen van de actieve ontwikkeling van ambachten voor het maken en bewerken van ijzer. Ongeveer de helft van de technologisch onderzochte artikelen werd gesmeed uit hoogijzer en zacht ruw staal. De andere helft is gemaakt van middel en hoog koolstofstaal. De productie en verwerking van non-ferrometalen wordt vertegenwoordigd door de gereedschappen van dit ambacht: lepels voor het gieten van gesmolten metaal, smeltkroezen, gietvormen en een verzameling bronzen en zilveren voorwerpen: slaapringen met vijf en zeven stralen, inclusief sommige versierd met granules, oorringen van draad, halskettingen, plaatarmbanden, ringen, hangers, enz.
De aanwezigheid van ijzerproductie in het Borsjtsjovo-gebied blijkt ook uit tal van verschillende ijzerproducten: landbouwgereedschap, huishoudelijke artikelen, riemaccessoires en wapens. Smeltkroezen van klei en steen, gietvormen en pincetten spreken van de bronsgieterijproductie.

#### Beenbewerking
Artefacten van bot en hoorn omvatten pijlpunten, naalden voor het maken van visnetten, verschillende naalden, priemen, handvatten, paardenbitten en hangers.

### Begrafenissen
Op het grondgebied van de Romnycultuur heerste de rite van lijkverbranding naast het graf. Gecalcineerde botten, verzameld van de brandstapel, werden boven in de grafheuvel geplaatst, al dan niet in een aarden urn. Grafheuvels met begravingen op bodemniveau zijn zeldzaam. Als urnen werden geboetserde kleipotten gebruikt, en in een later stadium aardewerken vaten. Blijkbaar werden sieraden en andere grafgiften met de overledene verbrand. Daarom bevatten de grafheuvels bijna nooit resten van kleding. Slechts af en toe worden met de verbrande resten gesmolten bronzen en glazen voorwerpen gevonden: slaapringen, draadoorringen, riemgespen en glaskralen. Pas vanaf het laatste kwart van de 10e eeuw kwamen grafheuvels met lichaamsbegravingen voor.
De Borsjtsjovo-graven aan de Midden-Don onderscheiden zich door de continuïteit van het begrafenisritueel: crematie naast het graf en het plaatsen van de gecremeerde resten in houten kamers en omheiningen. Grafgiften zijn bijna volledig afwezig, afgezien van aardewerk. De grafheuvels van de Boven-Don bevatten verschillende soorten graven. Bij crematies buiten de heuvel werd het stoffelijk overschot in een kuil geplaatst; plaatsing van de crematieresten in houten kamers; en secundair verbrand op de plaats van de grafheuvel. Bij crematies op de plaats werden grafheuvels met houten constructies opgericht.

## Historisch lot
Aan het begin van de 9e eeuw raakte de Romny-bevolking schatplichtig aan het kaganaat van de Chazaren. Na de campagnes van de vorsten van Kiev in de Romny-landen - Oleg in 884 en Svjatoslav in 964 - begonnen de Severjanen tribuut te brengen aan de Kievse heersers. Geleidelijk werden ze betrokken bij het sociaal-politieke, economische en culturele proces van integratie en vorming van de oude Russische staat. Tegen het midden van de 11e eeuw hield de Romnycultuur in haar hele grondgebied op te bestaan.
De nederzettingen van de Borsjtsjovocultuur hielden aan het einde van de 10e eeuw op te bestaan (aan de Voronezj in de 11e eeuw). Dit wordt in verband gebracht met de invasie van de Petsjenegen en de val van Chazarië. Een groot deel van de Slavische bevolking van de Borsjtsjevocultuur verliet de Don-regio en verhuisde naar het Oka-gebied bij Rjazan. Een van de bewijzen voor de hervestiging van Borsjtsjovieten naar de Rjazan-landen kan de technologie zijn die daar is ingevoerd voor de bouw van woningen, waarbij planken of blokken in groeven werden gestoken die in framepilaren waren gehouwen.
De culturen van Romny en Borsjtsjovo gingen zo geleidelijk over in de Oud-Russische cultuur.